# Fuerte Saint Louis
El Fuerte Saint-Louis fue un fuerte francés del siglo XVII situado en el Condado de Victoria, en Texas EE. UU.
Establecido en 1685 y abandonado en 1689, su existencia dio lugar a las reclamaciones de los EE. UU. sobre la Texas española en el siglo XIX.
Además, este sitio fue la primera ubicación del presidio y misión de Goliad (1722-1726) fundados por el marqués de Aguayo.

## Historia
Fundado en febrero de 1685 por el explorador francés René-Robert Cavelier de La Salle en la desembocadura del río Lavaca, en territorio bajo soberanía española del virreinato de Nueva España. El propósito original de la expedición de la Salle era establecerse en la desembocadura del río Mississipi. Su expedición había partido de La Rochelle (Francia) en 1684 con cuatro barcos y trescientos tripulantes entre soldados, familias o misioneros jesuitas. Hizo escala en Saint Domingue y en 1685 llegó, por errores en la navegación, a la bahía de Matagorda (actual Texas EE.UU) y no a la desembocadura del Mississipi. El fuerte fue hostigado por los Karankawa desde sus inicios lo que supuso el retorno de uno de los barcos con un gran número de ocupantes. Sin embargo, desde su base en fuerte Saint Louis, La Salle exploró la región del este del actual Texas, incluido el río Grande o el río Brazos (1687). El cronista de la expedición de La Salle fue Joutel. En 1686 el fuerte fue atacado por los indígenas y el barco que permitía el aprovisionamiento desde Saint-Domingue hundido. En 1687 se produjo un motín a consecuencia de la falta de suministros y los daños causados por las tormentas. Francia había dejado de respaldar la expedición por la firma con España de la Tregua de Ratisbona (1684). El propio La Salle y cinco de sus hombres fueron asesinados. La población entró en decadencia y en 1689 fue devastada por un ataque Karankawa, quienes mataron a sus vecinos.
Los españoles tuvieron conocimiento de la presencia de los franceses por los comerciantes jumanos de la región y por los desertores de la expedición en Saint Domingue. En primavera de 1689 la expedición de Alonso de León propiciada por el virrey Gaspar de la Cerda y Mendoza llegó al fuerte Saint-Louis con el propósito de evacuarlo, para encontrarlo arrasado y abandonado.
En 1722 la expedición de José Azlor y Virto de Vera estableció el presidio Nuestra Señora de Loreto de la Bahía en el lugar del fuerte Saint Luis. Ésta procedía de Monclova (actual México) y contaba con quinientos integrantes, entre civiles, militares y misioneros franciscanos, además de casi 5.000 cabezas de ganado. Junto con el presidio se fundó en la otra orilla del río la misión Nuestra Señora del Espíritu Santo de Zúñiga. Ambos, presidio y misión, se trasladaron al río Guadalupe en 1726 por acuerdo con los indígenas y buscando un lugar más salubre y, finalmente, a su ubicación definitiva en Goliad.
En 1803, a consecuencia de la compra de La Luisiana, EE. UU. hizo valer la existencia del efímero fuerte Saint Luis para reclamar ante España esta región de la entonces provincia de Texas. La disputa se resolvió en 1819 con la cesión de La Florida española a EE. UU., que desistió entonces de seguir reclamando esta región de Texas.

## Descripción

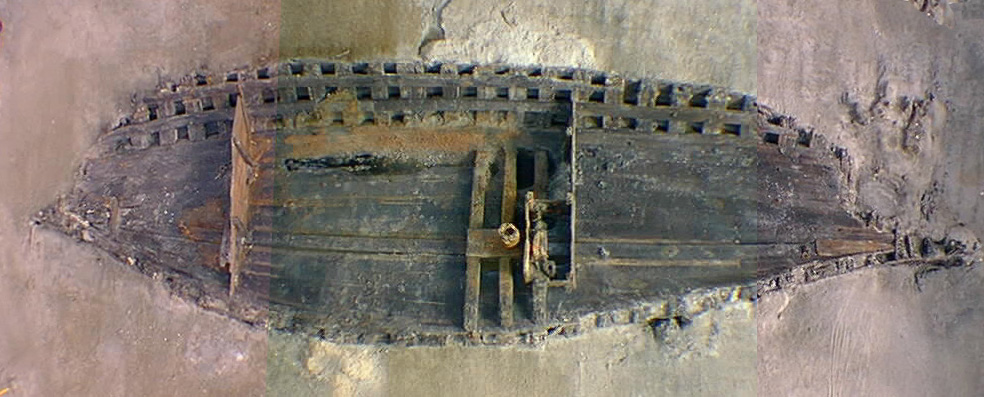
Pecio La Belle

A principios del siglo XX Herbert Eugene Bolton realizó trabajos para intentar localizar el fuerte. También Kathleen K. Gilmore en los años 80 investigó la probable localización del yacimiento. En 1995 se localizó el pecio La Belle en la bahía de Matagorda, en un reseñable estado de conservación. En 1996 la Comisión Histórica de Texas finalmente encontró el fuerte francés, el presidio español y los cañones del fuerte, procedentes a su vez de los barcos de La Salle. 
Fue incluido en el Registro Nacional de Lugares Históricos en 1971.